# Xyela obscura
Xyela obscura is een vliesvleugelig insect uit de familie van de Xyelidae. De wetenschappelijke naam van de soort is voor het eerst geldig gepubliceerd in 1895 door Strobl.